# Garelli XO
Die Garelli Xò 125, Xò 150, Xò 200  und Xò 300 waren Motorroller des italienischen Herstellers Garelli, die zwischen 2009 und 2021 produziert wurden. Diese Modelle zeichneten sich durch ihre 16-Zoll-Räder, luft- bzw. öl- und luftgekühlte Einzylinder-Viertaktmotoren und ein modernes Design aus. Alle Varianten verfügten über ein stufenloses Getriebe und waren für den innerstädtischen Einsatz gebaut.
| Merkmal             | Xò 125                            | Xò 150                            | Xò 200                                    | Xò 300                                    |
| ------------------- | --------------------------------- | --------------------------------- | ----------------------------------------- | ----------------------------------------- |
| Produktionszeitraum | 2009–2012                         | 2009–2012                         | 2011–2012                                 | 2021                                      |
| Motortyp            | Einzylinder-Viertakt, luftgekühlt | Einzylinder-Viertakt, luftgekühlt | Einzylinder-Viertakt, öl- und luftgekühlt | Einzylinder-Viertakt, flüssigkeitsgekühlt |
| Hubraum             | 124,6 cm³                         | 152 cm³                           | 199,1 cm³                                 | 274,9 cm³                                 |
| Leistung            | 7,6 PS bei 7500/min               | –                                 | –                                         | 15,8 kW (21,5 PS) bei 7500/min            |
| Drehmoment          | 7,2 Nm bei 6000/min               | –                                 | –                                         | 23,5 Nm bei 5750/min                      |
| Getriebe            | Stufenloses Getriebe              | Stufenloses Getriebe              | Stufenloses Getriebe                      | Stufenloses Getriebe                      |
| Antrieb             | Riemenantrieb                     | Riemenantrieb                     | Riemenantrieb                             | Riemenantrieb                             |
| Bremse vorne        | Scheibenbremse Ø 240 mm           | Scheibenbremse Ø 240 mm           | Scheibenbremse Ø 240 mm                   | Scheibenbremse Ø 260 mm                   |
| Bremse hinten       | Scheibenbremse Ø 220 mm           | Scheibenbremse Ø 220 mm           | Scheibenbremse Ø 220 mm                   | Scheibenbremse Ø 220 mm                   |
| Radgröße vorne      | 16 Zoll                           | 16 Zoll                           | 16 Zoll                                   | 16 Zoll                                   |
| Radgröße hinten     | 16 Zoll                           | 16 Zoll                           | 16 Zoll                                   | 15 Zoll                                   |
| Sitzhöhe            | 790 mm                            | 790 mm                            | 790 mm                                    | 800 mm                                    |
| Leergewicht         | 121 kg                            | 121 kg                            | 126 kg                                    | 159 kg                                    |
| Tankinhalt          | 6 Liter                           | 6 Liter                           | 6 Liter                                   | 9 Liter                                   |
| Länge               | 2103 mm                           | 2103 mm                           | 2103 mm                                   | 2190 mm                                   |
| Breite              | 690 mm                            | 690 mm                            | 690 mm                                    | 770 mm                                    |
| Höhe                | –                                 | –                                 | 1245 mm                                   | 1290 mm                                   |
| Radstand            | –                                 | –                                 | 1420 mm                                   | 1500 mm                                   |